# Khushab (distrikt)

Karta över provinsen Punjab med distriktet Khushab markerat

Khushab (urdu: ضلع خوشاب) är ett distrikt i den pakistanska provinsen Punjab. Administrativ huvudort är Khushab.

## Administrativ indelning
Distriktet är indelat i tre Tehsil
- Khushab Tehsil
- Noorpur Thal Tehsil
- Quaidabad Tehsil